# Acoplamiento dipolar residual
El acoplamiento dipolar residual (Residual Dipolar Coupling (RDC) por su nombre en inglés)entre dos spines en una molécula ocurre si las moléculas en solución exhiben un alineamiento parcial que conduce a un promediado incompleto de los acoplamientos dipolares anisótropos espaciales.
El alineamiento molecular parcial conduce a un promediado incompleto de las interacciones magnéticas anisótropas tales como la interacción magnética dipolo-dipolo (también llamada acoplamiento dipolar), el desplazamiento químico anisótropo, o la interacción eléctrica de cuadripolos. Las interacciones magnéticas anisótropas residuales están cobrando relevancia en espectroscopia RMN biomolecular.

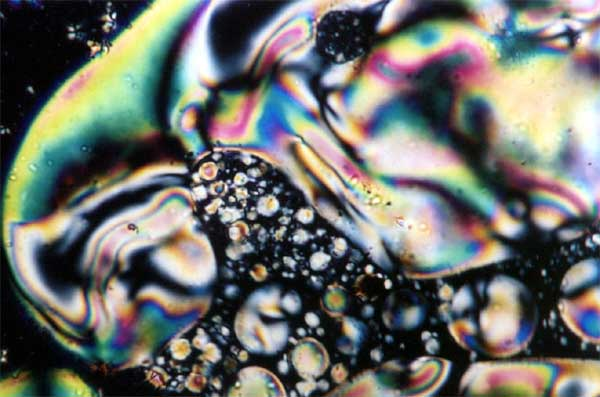
Es común utilizar cristales líquidos para observar los acoplamientos dipolares residuales en espectros de RMN en estado líquido de alta resolución.

## Historia y trabajos pioneros
La espectroscopia mediante RMN en un medio parcialmente orientado fue descubierta en 1963, y un año más tarde Saupe en un trabajo fundacional presentó la teoría esencial que describe y da una explicación a los fenómenos que se observan. Luego de estos comienzos se publicaron numerosos trabajos informando sobre espectros de RMN en diversas fases líquidas cristalinas (see e.g.).
Otra técnica para casos de alineación parcial que no está limitada por una anisotropía mínima es la alineación inducida por deformación en un gel (SAG- "Strain Induced Alingnment"), que se basa en trabajos pioneros de Deloche y Samulski. La técnica fue ampliamente utilizada para estudiar las propiedades de gels de polímeros por medio de RMN de alta resolución de deuterio, pero solo recientemente se usó alineación en gel para inducir RDC en moléculas disueltas en el gel. El SAG permite un scaling sin restricciones de alineación sobre un amplio rango y puede ser usado para solventes acuosos como también orgánicos, según cual sea el polímero utilizado. Un ejemplo en solventes orgánicos, son las mediciones de RDC en gels de stretched polystyrene (PS) embebidos en CDCl3 que es un método de alineación muy promisorio.
En 1995, James H. Prestegard y colaboradores demostraron que el espectro RMN de ciertas proteínas (en este caso cyanometmyoglobina, que tenía una muy elevada susceptibilidad anisótropa paramagnética), medida en un campo muy intenso, podría contener información útil para complementar la NOE en la determinación de un fold terciario.
En 1996 y 1997, Tjandra et al. midieron RDCs en ubiquitin una proteína diamagnética, los resultados reprodujeron y estuvieron en correspondencia con la estructura cristalina.

## Física del RDC
La forma general para el acoplamiento dipolar hamiltoniano de dos espines, I y S es:
donde:
- h es la constante de Planck.
- γ es la relación giromagnética.
- r es la distancia inter-espin.
- θ es el ángulo entre el vector inter-spin y el campo magnético exterior.
- I e S son los operadores de espin.

La ecuación previa también se puede expresar como: